# يوتاكا أوهاشي
يوتاكا أوهاشي (باليابانية: 大橋泰) هو رسام وفنان ياباني، ولد في 19 أغسطس 1923 في هيروشيما في اليابان، وتوفي في 4 يوليو 1989.